# Boilstädt

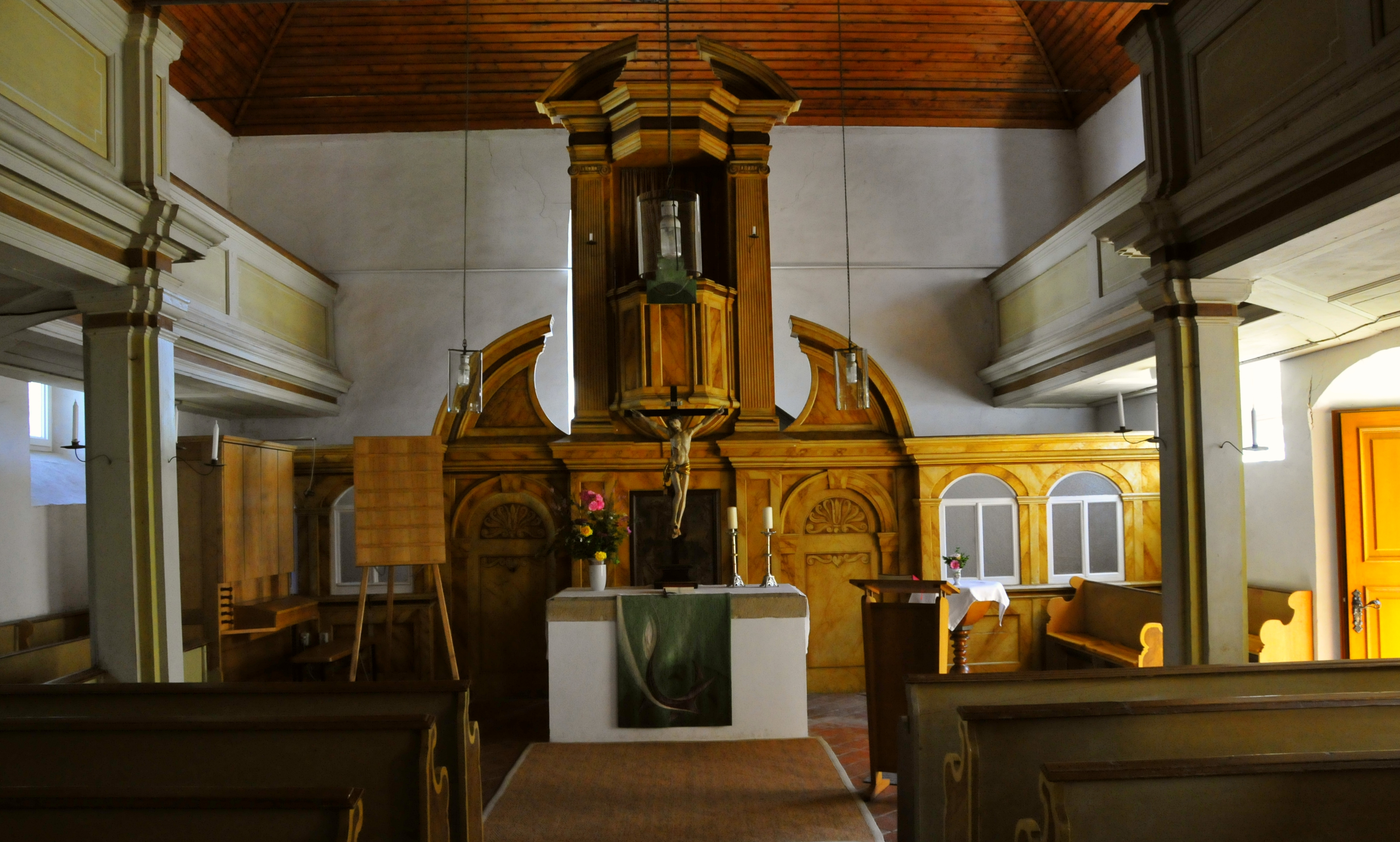
Kircheninneres

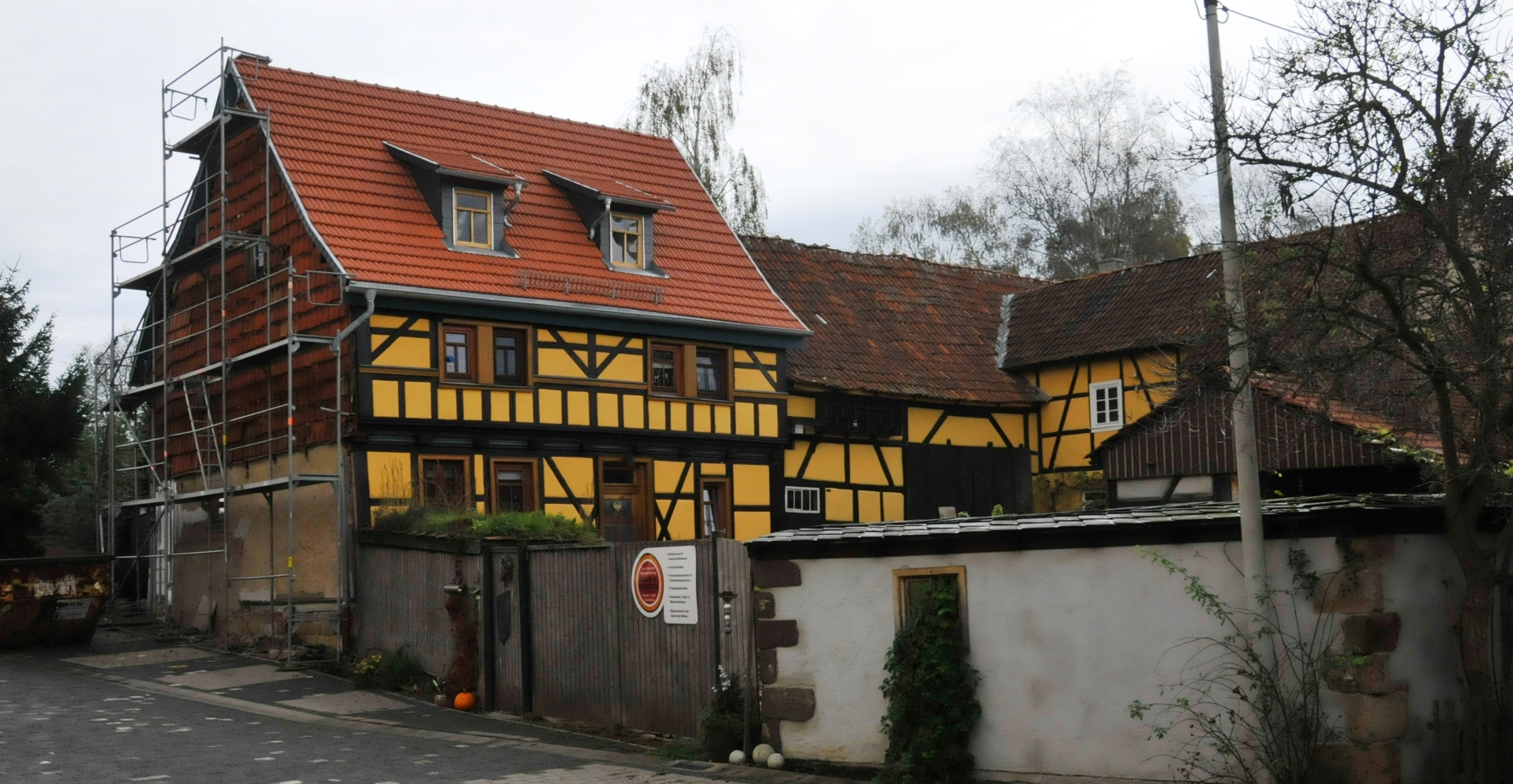
Boilstädter Platz 1

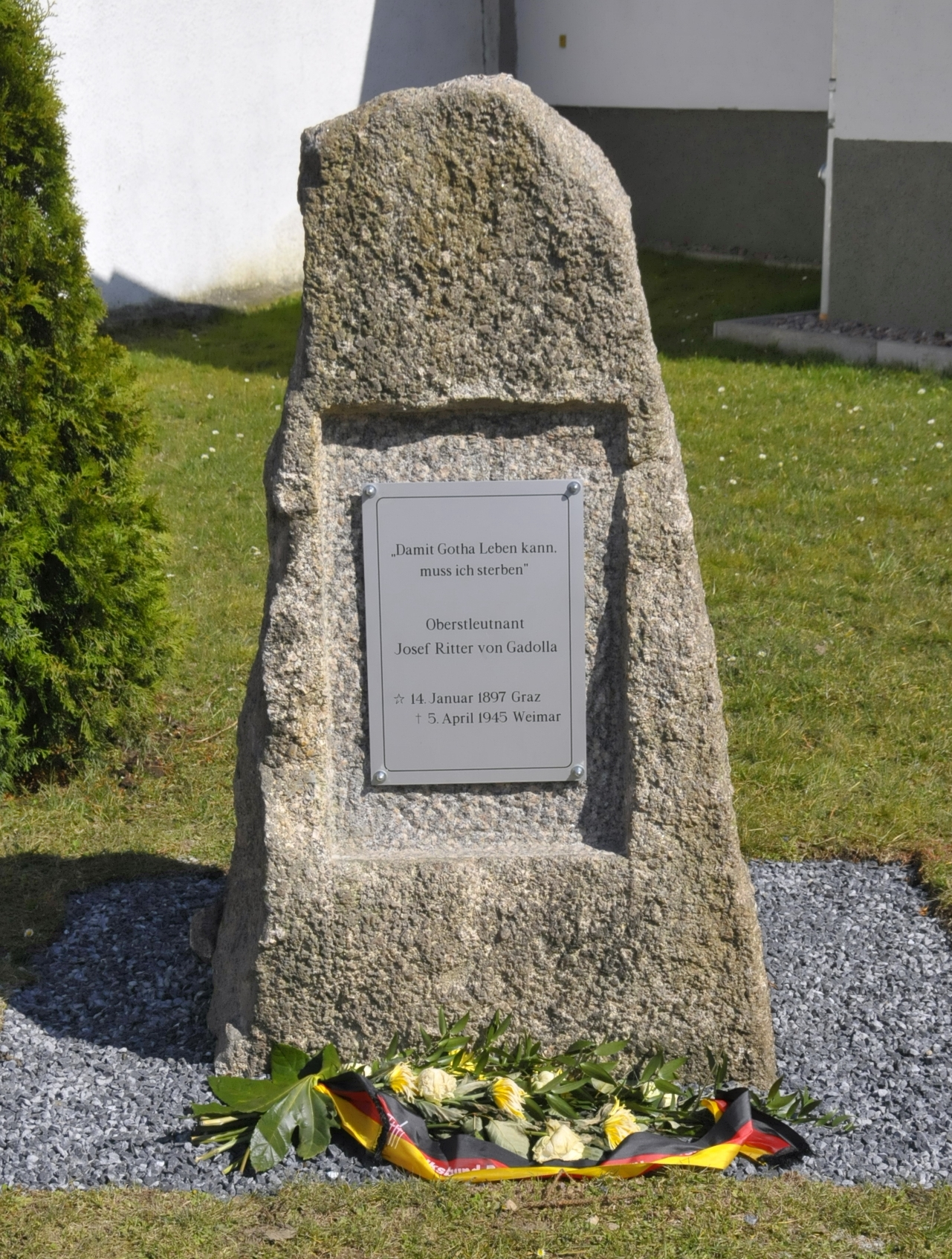
Gadolla-Gedenkstein

Boilstädt ist ein Ortsteil von Gotha in Thüringen und liegt etwa drei Kilometer südlich der Kernstadt Gotha zwischen dem Boxberg und dem Schlossberg.

## Geschichte
Die urkundliche Ersterwähnung Boilstädts erfolgte am 20. März 1143 unter dem Namen Boldestete. Weitere Namen für das heutige Boilstädt lauteten im Laufe der Zeit: Bolstedt, Bolestede, Boylstedt, Boylstat und Boulstadt. Auch waren im 19. Jahrhundert die Namen Seefeld und Siffen für die Boilstädt umgebende Flur bekannt.
Den historischen Ortskern bilden das ehemalige Rittergut mit Resten der Burg (Kirchstraße 5), die Dorfkirche und das ehemalige Schulhaus (Kirchstraße 8). Die Burg der Herren von Boilstede wurde erstmals im Jahre 1236 erwähnt. Diese Besitzer wurden bis 1483 genannt. Die Burg ging 1538 an die Herren von Scharffenstein. Nach weiteren Besitzerwechseln wurde das spätere Gut unter den Einwohnern aufgeteilt. Der Ort gehörte zum Amt Tenneberg, das seit 1640 zum Herzogtum Sachsen-Gotha gehörte.
Boilstädt hat sich am Boilstädter Wasser, einem südlich der Ortslage entspringendem Bach und Zufluss der Nesse als unregelmäßiges Haufendorf entwickelt. Das „Boilstädter Wasser“ wurde in der Ortschronik von 1905 noch unter der Bezeichnung „Windeborn“ (Waidborn) aufgeführt. Es diente bis Anfang des 19. Jahrhunderts zur Verarbeitung von Färberwaid. Diese Pflanze wurde seit dem Mittelalter in der Boilstädter Gemarkung angebaut.
1709 bis 1710 erfolgte durch Johann Andreas Tütleb ein Neubau der Kirche, nachdem am 23. April 1709 die bestehende Kirche abgerissen worden war. 1846 erhielt Boilstädt mit dem Bau der „Langen Chaussee“ den neuen Stadtweg. Die bisherige Wegeverbindung zur Stadt Gotha über das Kreuzchen – Sühnemal – im Stadtfeld hatte ausgedient. Mit dem neuen Stadtweg – der Gothaer Straße – erfuhr die Gemeinde ihre erste Erweiterung im Wohnungsbau des Unterdorfes mit der damaligen Unterstraße. 1878 erfolgte der Verkauf von 40 ha Gemeindewald zur Vergrößerung des Rennplatzgeländes Boxberg.
Boilstädt gehörte vom 1. Oktober 1922 bis zum 1. August 1924 zur Stadt Gotha. Nach 25-jähriger Selbstständigkeit im Landkreis Gotha wurde Boilstädt am 1. Juli 1950 nach Uelleben eingemeindet. Am 30. April 1990 wurde es wieder zu einer eigenständigen Gemeinde. Den nördlichen Ortsrand bildet die seit Mitte der 1990er Jahre entstandene Stadtrandsiedlung. Bei der erneuten Eingemeindung Boilstädts in die Stadt Gotha am 9. April 1994 betrug die Einwohnerzahl noch 471. Die Gesamtfläche der Gemarkung beträgt heute 401 ha, davon sind 14 ha Gebäude- und Freiflächen, 336 ha landwirtschaftliche Nutzfläche und 27 ha Erholungs- und Waldfläche. Im Frühjahr 2015 wurde ein Gedenkstein für Josef Ritter von Gadolla unweit der Gaststätte „Zum Wiesengrund“ eingeweiht.

### Herr von Boilstädt
Im Zuge von Straßenneubauarbeiten zwischen Boilstädt und Gotha-Sundhausen wurde in den Jahren 2012 und 2013 eine 2,40 lange Grabkammer aus dem Merowingerzeitalter entdeckt, in der, wie aus den ersten Grabbeigaben des Toten zu entnehmen war, eine männliche Person hohen Standes, vermutlich ein Krieger, bestattet worden war. Der „Herr von Boilstädt“ war von kräftiger Statur, etwa 1,80 m groß und etwa 30 Jahre alt. Die Oberschenkelköpfe weisen deutliche Reiterfacetten auf, die im Zusammenhang mit entsprechend stark ausgebildeten Muskelansatzmarken der vorderen Oberschenkelmuskel darauf schließen lassen, dass der „Herr von Boilstädt“ lange Zeit seines Lebens geritten ist. Zu den Grabbeigaben gehörten u. a. für diese Zeit typische Reiterwaffen wie Wurfspeer, Spatha und Sax, reich verziertes Zaumzeug mit einer Trense, Feuerstein und Feuerschläger, Bronzekette und -ring, Kamm, Knochenreste von Speisebeigaben und eine Fischhaut. Die Zähne des Kriegers weisen einen erstaunlich guten Zustand auf, was auf einen Angehörigen der Oberschicht hinweist. Mehrere Hinweise deuten darauf hin, dass der hier Bestattete zudem bereits christlichen Glaubens war. Die Grabkammer wurde als ganzer Block ausgegraben, wozu man an vier Seiten Stahlplatten in den Boden trieb und Röhren unter den Block schob, um ihn so vom Erdreich zu lösen. Der gesamte Block hatte nun ein Gewicht von 17 t. Der Fund wird derzeit (Mai 2015) im Landesamt für Denkmalpflege und Archäologie in Weimar-Ehringsdorf Stück für Stück unter Laborbedingungen untersucht und freigelegt. Es ist vorgesehen, den Fund im Jahre 2020 anlässlich der Landesausstellung zum Thüringer Königreich der Öffentlichkeit vorzustellen.
Neuere Forschungsergebnisse zeigen, dass der Mann um 600 n. Chr. nach natürlichem Tod bestattet wurde. Im Abstand von vier Metern zu seinem Holzsarg wurde auch das Grab eines enthaupteten Pferdes und eines Hundes entdeckt. Als spektakulär gelten auch die Funde einer bronzenen byzantinischen Öllampe und einer westgotischen Goldmünze, die vermutlich in Spanien nach byzantinischem Muster in der Zeit vor dem Westgoten-König Leovigild geschlagen wurde. Die Münze hatte man dem Leichnam unter die Zunge gelegt, wohl als Bezahlung für den „Fährmann ins Jenseits“. Einige Grabbeigaben (Dreilagenkamm aus Knochen, ein Beutel mit einer vermutlich römischen Glasperlenkette u. a.) weisen den Toten eindeutig als Angehörigen der Oberschicht seines Volkes aus. Die Grabungsleitung vermutet in ihm einen Thüringer, der nach der Zerschlagung des Thüringer Königreiches (531) durch die Franken weiterhin für die Selbständigkeit gekämpft hat. Im besagten Gräberfeld wurde von den Archäologen ein zweites Kriegergrab entdeckt. Es sollen genetische Untersuchungen zeigen, ob es eine Verwandtschaft der beiden Krieger gegeben hat.

## Kultur und Sehenswürdigkeiten
- Das Wohngebäude Boilstädter Platz 1 ist in der Liste der Kulturdenkmale in Gotha aufgeführt.
- Evangelische Pfarrkirche „Zur Himmelspforte“ (Lage->) mit künstlerischer Ausstattung, dem Kirchhof und dessen Einfriedung.[13] Die Vorgängerkirche war dem Hl. Quirinus geweiht und stand unter dem Patronat von Kloster Reinhardsbrunn. Sie war 1484 baufällig und wurde 1709 komplett abgerissen. Die heutige Kirche wurde sofort danach errichtet, bereits 1748 erfolgten erste Umbauten. 1830 erfolgte eine weitere Restaurierung. Chor- und Langhaus sind zusammen 18,3 m lang und 8,4 m breit. Der Turm im Westen der heutigen Kirche steht auf mittelalterlichen Grundmauern eines hölzernen Vorgängerbaus, der 1748 durch einen steinernen Neubau ersetzt wurde, was durch Angabe der Jahreszahl unter dem oberen Rundbogen-Fenster der Turm-Südseite bezeugt wird. Im Inneren besitzt die Kirche nur eine umlaufende Empore, was der zahlenmäßigen Größe der Kirchgemeinde entsprach. Das hölzerne Deckengewölbe wurde als Spiegelgewölbe errichtet. Die Orgel von 1710 aus der Werkstatt von Johann Christoph Thielemann wurde 1850 durch einen Orgelneubau von Gustav Koch ersetzt.[14] Seit 1988 verfügt die Kirche über eine zweite Orgel des Gothaer Orgelbauers Gerhard Böhm. Sie verfügt über fünf Register, ein Manual und einem angehängten Pedal.[15]

Der Friedhof von Boilstädt (Lage->) besitzt eine Gesamtfläche von ca. 3.700 m². Auf ihm steht ein Naturstein mit eingelassener für die gefallenen Helden des Ersten Weltkrieges.
- Rennbahngelände Boxberg mit der traditionsreichsten Pferderennbahn in Thüringen.
- Gedenkstein für Josef Ritter von Gadolla, der am 3. April 2015 im Beisein der Nichte Gadollas, Helma-Doris Leinich aus Graz, dem Ortsteilbürgermeister von Boilstädt, Jens Wehner, und dem Oberbürgermeister der Stadt Gotha, Knut Kreuch, in der Nähe der Gaststätte „Zum Wiesengrund“ eingeweiht wurde. Genau an diesem Ort wurde Josef Ritter von Gadolla im April 1945 verhaftet und nach Weimar gebracht. Der Gedenkstein und die Informationstafel wurden durch private Spendengelder der Mitglieder des Gothaer Stadtrates ermöglicht.[16]

## Verkehr
Man erreicht Boilstädt von Gotha kommend über die Landesstraße 2146 in Richtung Uelleben. Boilstädt besitzt keine Durchgangsstraße und ist trotz dieser „Abgeschiedenheit“ gut an das Verkehrsnetz angebunden. Die Stadtlinie F fährt den Ortsteil regelmäßig an.